# Shaun Cole
Shaun Cole (* November 1963) ist ein britischer Astronom.
Cole ging in Lancashire zur Schule und studierte Physik an der Universität Oxford (Jesus College) mit dem Bachelor-Abschluss 1985, absolvierte 1986 den dritten Teil der mathematischen Tripos in Cambridge mit Auszeichnung und wurde 1989 an der Universität Cambridge in Astrophysik promoviert (Evolution of large scale structure and galaxy formation). Als Post-Doktorand war er am Zentrum für theoretische Astrophysik in Berkeley und ab 1991 an der University of Durham (als PPARC Fellow), wo er 2001 Reader und 2005 Professor wurde. Er ist dort am Institute for Computational Cosmology tätig.
Er befasst sich mit Entstehung und Evolution von Galaxien und großräumigen Strukturen in der Galaxienverteilung im Universum. Er war seit seiner Gründung wesentlich am englisch-australischen 2dFGRS (2dF Galaxy Redshift Survey) beteiligt, das die Rotverschiebung (und daraus den Abstand) von über 230.000 Galaxien vermaß. Cole entwickelte Algorithmen (er ist Ko-Entwickler des GALFORM-Algorithmus) um theoretische Modelle der Galaxienverteilung numerisch an Computern zu simulieren, die von Cole und Kollegen dann mit Beobachtungsdaten aus 2dF verglichen wurden.
2014 erhielt er mit Daniel Eisenstein und John A. Peacock den Shaw Prize in Astronomie.
Er ist Mitglied des PS1-Konsortiums (Pan-STARRS, Teleskop auf dem Mount Haleakala auf Hawaii).